# Винницкая областная универсальная научная библиотека имени Валентина Отамановского
Винницкая областная универсальная научная библиотека имени Валентина Отамановского — одна из крупнейших библиотек Винницкой области являющаяся информационным и координационным центром для региональных библиотек. Расположена по ул. Соборная, 73 в Виннице на Украине.

## История
В 1902 году городская дума Винницы приняла решение о создании библиотеки. Автором проекта двухэтажного здания является винницкий городской архитектор (1900—1919), гражданский инженер, титулярный советник, генерал-лейтенант строительной комиссии Григорий Артынов. Строительство здания было завершено в 1907 году. Изначально библиотека получила название «Библиотека им. Гоголя». В 1925 году библиотека получила имя К. А. Тимирязева. В 1936 году было построено трехэтажное здание. Во время ВОВ оккупанты полностью сожгли библиотеку и уничтожили около 300 тысяч книг. Воссоздание библиотеки длилось до 1955 года.
В библиотеке проводятся литературные вечера, презентации и выставки литературы и произведений искусства. 6 июля 2010 года в библиотеке начала работать программа «Библиомост» на поддержку которой Фонд Билла и Мелинды Гейтс предоставил грант на сумму 25 миллионов долларов США.
Крупнейшая библиотека Винницкой области  с 15 декабря 2022 года будет носить имя Валентина Отамановского. 25 ноября на сессии областного Совета депутаты поддержали доработанный проект решения «О Винницкой областной универсальной научной библиотеке».

## Фонды библиотеки
Фонд библиотеки содержит:
- документы на более чем 40 языках мира,
- 500 тыс. книг,
- более 360 тыс. журналов,
- около 58 тыс. газет,
- более 30 тыс. экземпляров редких и ценных изданий XV-ХХІ вв,
- 28 тыс. нотных изданий,
- 7,8 тыс. аудиовизуальных материалов,
- 2,8 тыс. электронных документов.

## Структура
Структура библиотеки включает 24 подразделения. Среди них:
1. Отдел научной информации и библиографии. Каталоги.
2. Сектор научной информации по вопросам культуры и искусств.
3. Сектор регистрации пользователей.
4. Отдел документов по гуманитарным, технических и естественных наук.
5. Центр европейской информации.
6. Сектор журнальной периодики.
7. Сектор газетной периодики.
8. Отдел предварительного заказа, МБА и выдачи литературы.
9. Отдел редких и ценных изданий.
10. Отдел краеведения.
11. Отдел аграрных наук и производства.
12. Отдел маркетинга, рекламы и социокультурной деятельности.
13. Отделы, размещенные в филиале библиотеки.
14. Отдел экономики и новейших технологий.
15. Сектор «Региональный тренинговый центр».
16. Отдел документов иностранными языками.
17. Сектор информационно-ресурсный центр «Окно в Америку».
18. Отдел искусств.
19. Сектор правовой информации.
20. Отдел научной информации и библиографии.